# ナイマ・フアラウ
ナイマ・フアラウ（Naima Fuala'au、1998年6月17日 - ）は、アメリカ合衆国のラグビー選手。

## プロフィール
- アメリカ合衆国・ヘイワード出身[1]。
- ポジションはセンター(CTB)。
- 身長 180cm、体重 85kg

## 略歴
2024年、パリ2024五輪の7人制アメリカ代表に選ばれた。